# Benjamin Morrell
Benjamin Morrell (ur. 5 lipca 1795 w Rye w stanie Nowy Jork, zm. 1839 w Mozambiku) – amerykański żeglarz, i odkrywca, który w latach 1823-1831 odbył kilka wypraw w okolice Oceanu Południowego i wysp Pacyfiku.
Swoje wspomnienia z tych podróży opisał w pamiętnikach zatytułowanych The Narrative of Four Voyages, w których zawarł opisy i informacje w znacznej części oparte na jego fantazjach i zmyśleniach, a nie na faktach.